# Ferocactus viridescens
Ferocactus viridescens – gatunek ferokaktusa pochodzący z Meksyku.

## Morfologia i biologia
Lśniący, ciemnozielony, kulisty sukulent, często rozgałęziający się od nasady, wys. do 45 cm i średn. 35 cm. Ma 13–21 żeber z niewielkimi, wełnistymi areolami koloru białego. Wyrasta z nich po 9–20 zielonkawych cierni bocznych dł. 2 cm i 4 podobnie zabarwione środkowe. Kaktus kwitnie latem, jego kwiaty są dzienne, żółtawozielone, dł. 3–4 cm.

## Uprawa
Wymaga pełnego nasłonecznienia i temp. minimalnej 10 °C.